# Japan Open Tennis Championships 2012
Il Japan Open Tennis Championships 2012 è stato un torneo di tennis che si è giocato su campi in cemento all'aperto. Si è trattata della 40ª edizione del Japan Open Tennis Championships e faceva parte del circuito ATP World Tour 500 series nell'ambito dell'ATP World Tour 2012. Gli incontri si sono svolti all'Ariake Coliseum di Tokyo, Giappone, dal 1° al 7 ottobre 2012.

## Partecipanti ATP

### Teste di serie
| Nazionalità | Giocatore        | Ranking* | Testa di serie |
| ----------- | ---------------- | -------- | -------------- |
| Regno Unito | Andy Murray      | 3        | 1              |
| Rep. Ceca   | Tomáš Berdych    | 6        | 2              |
| Serbia      | Janko Tipsarević | 9        | 3              |
| Argentina   | Juan Mónaco      | 11       | 4              |
| Spagna      | Nicolás Almagro  | 12       | 5              |
| Canada      | Milos Raonic     | 15       | 6              |
| Svizzera    | Stan Wawrinka    | 16       | 7              |
| Giappone    | Kei Nishikori    | 17       | 8              |

* Le teste di serie sono basate sul ranking al 24 settembre 2012.

### Altri partecipanti
I seguenti giocatori hanno ricevuto una wildcard per il tabellone principale:
- Tatsuma Itō
- Hiroki Moriya
- Yūichi Sugita

I seguenti giocatori sono passati dalle qualificazioni:

- Marco Chiudinelli
- Grigor Dimitrov
- Serhij Stachovs'kyj
- Dmitrij Tursunov

## Campioni

### Singolare
Kei Nishikori ha sconfitto in finale  Milos Raonic per 7–6(5), 3-6, 6-0.
- È il primo titolo del 2012 per Nishikori, il secondo in carriera.

### Doppio
Alexander Peya /  Bruno Soares hanno sconfitto in finale  Leander Paes /  Radek Štěpánek per 6-3, 7–6(5).